# Hrívnia
La hrívnia (en ucraïnès гривня, IPA: [ˈɦrɪu̯nʲɑ]) és la moneda d'Ucraïna. Se subdivideix en 100 copecs o kopiok (копійок, en singular kopiika, копійка).
El codi ISO 4217 és UAH i l'abreviació oficial és hrn (en alfabet ciríl·lic грн). Amb tot i això, el 2004 el Banc Nacional va obtenir la normalització d'un nou símbol, ₴, que en Unicode s'escriu U+20B4, basat en la lletra г (que té el so de [h] en ucraïnès, a diferència de com sona en rus, [g]), escrita en cursiva (que, en ciríl·lic, s'assembla a una s invertida), amb dues barres horitzontals (sinònimes d'estabilitat), semblants a les de l'euro (€).

## Història

Símbol de la hrívnia

El nom de la hrívnia és molt antic, ja que així és com es deia una moneda del principat (o rus) de Kíev al segle xi. Originàriament, aquest nom significava "coll", ja que es referia a qualsevol penjoll valuós, normalment d'or o d'argent, que es duia al voltant del coll. Més endavant, el mot fou usat per descriure els lingots d'argent o or d'un cert pes.
Està en vigor des de la reforma monetària duta a terme pel Banc Nacional d'Ucraïna (Національний банк України, Natsionalni bank Ukraïni) el 1996, quan va reemplaçar el karbóvanets, un cupó de canvi que havia substituït el ruble soviètic arran de la independència ucraïnesa. Precisament, en temps de l'URSS, karbóvanets era el nom ucraïnès del ruble. Cada nova hrívnia va passar a valer 100.000 antics karbóvantsi.
El 18 de març de 2014 després de la seva confiscació, l'administració provisional de la República de Crimea va anunciar que el hryvnia s'havia d'abandonar com a moneda de la regió l'abril de 2014. El ruble rus es va convertir en la moneda oficial a Crimea el 21 de març de 2014; fins a l'1 de juny de 2014, el hryvnia podia destinar-se exclusivament a pagaments en efectiu.

## Monedes i bitllets

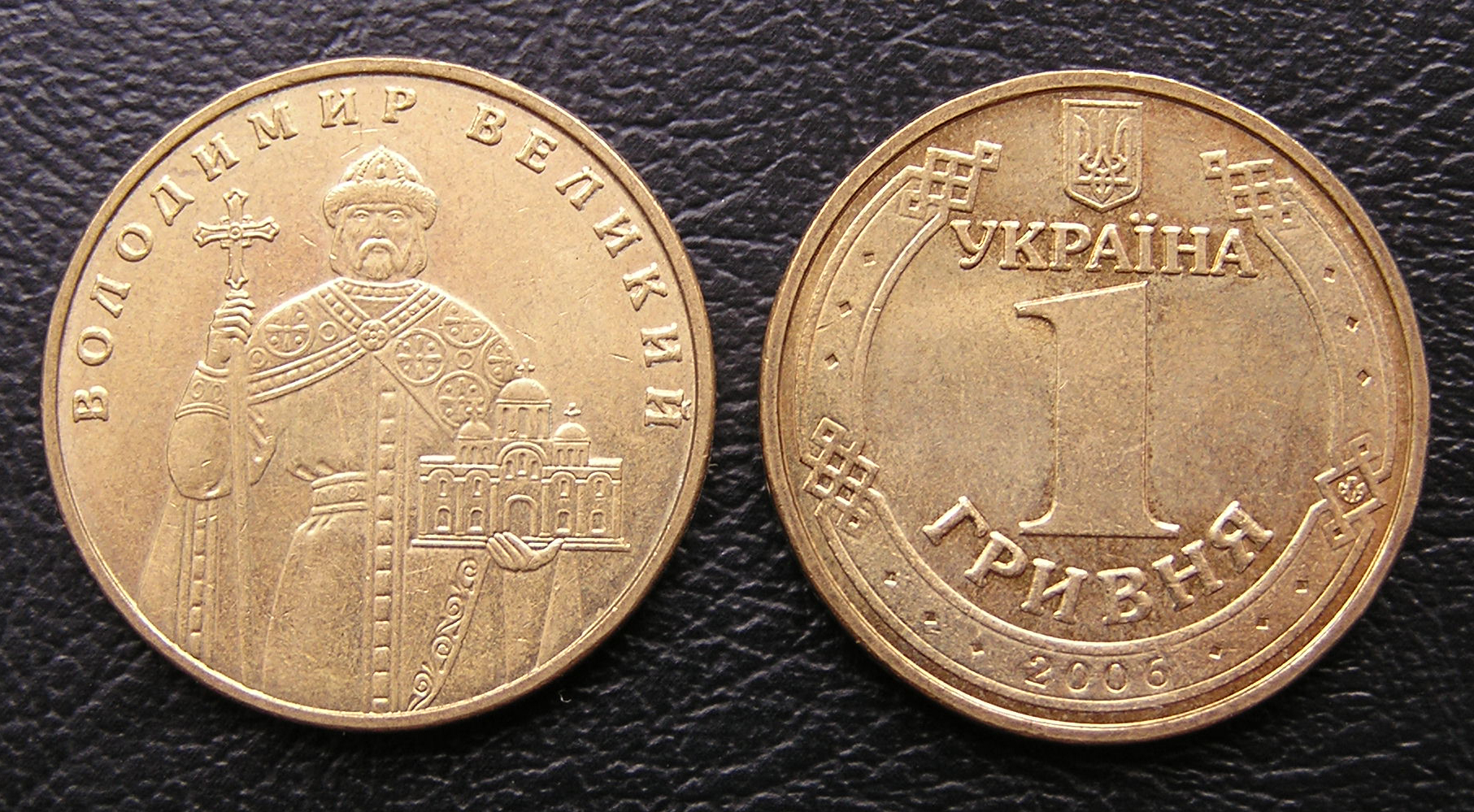
Moneda d'1 hrívnia del 2004 amb la representació de Vladímir el Gran

En circulen monedes d'1, 2, 5, 10, 25 i 50 kopíok i d'1, 2, 5, i 10 hrívnies, i bitllets d'1, 2, 5, 10, 20, 50, 100, 200, 500 i 1000 hrívnies. Però des de l'1 d'octubre de 2020 s'estan retirant 1, 2, 5 kopiyok. Un any més tard, també es van retirar 25 kopiyok (canviable durant 3 anys després de la retirada. Les quantitats s'arrodonien als 10 kopiyok més propers (0,1 hryvnia). Mentre que el 2018 1, 2 i el 2019 un 5 es va substituir per una moneda d'acer niquelat. i 10 jrivnies es substitueixen per monedes d'aliatge de zinc niquelats, que l'1 d'octubre de 2020 s'inicien les retirades de bitllets d'1, 2, 5 i 10 hryvnias. A causa del debilitament de la hryvnia durant la crisi de l'Euromaidan del 2014.

## Taxes de canvi
- 1 EUR = 33,991 UAH (25 de febrer del 2022)
- 1 USD = 30,4476 UAH (25 de febrer de 2022)